# Costituzione di Weimar

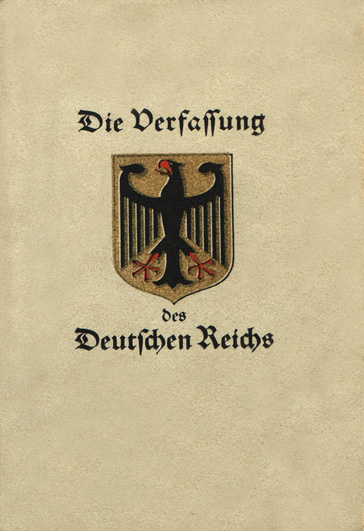
La Costituzione in un'edizione scolastica

La Costituzione del Reich tedesco dell'11 agosto 1919, detta Costituzione di Weimar, fu il primo statuto democratico della storia tedesca e guidò la Germania dalla fine della prima guerra mondiale all'ascesa di Hitler nel 1933. Prese il posto della Costituzione bismarkiana dell'Impero (Reichsverfassung), che a sua volta era stata promulgata nel 1871 per durare fino alla disfatta tedesca nella Grande guerra.

## Descrizione
Deve il suo nome al solo fatto di essere stata adottata il 31 luglio 1919 a Weimar dall'Assemblea Costituente Nazionale, ma venne promulgata a Schwarzburg l'11 agosto, dove si trovava temporaneamente il presidente Friedrich Ebert. La storicamente prestigiosa città di Weimar, scelta simbolicamente per sottolineare l'importanza delle tradizioni culturali del Paese, non divenne capitale dello stato; da questo punto di vista, Berlino venne confermata nel suo ruolo. Più tardi, questa repubblica sarebbe stata comunque indicata con l'appellativo di Repubblica di Weimar.
È ispirata dagli ideali liberali e democratici del 1848 e instaura una repubblica democratica che ruppe, almeno in parte, con l'autoritarismo della Germania monarchica e bismarckiana, in cui il parlamento aveva competenze limitate. Nata a reinventare uno stato tradizionalmente refrattario a tali ideali, introdusse elementi democratici ricorrendo ad un certo numero di compromessi con le strutture storicamente radicate nell'Impero tedesco (il Reich, che tra l'altro continuava ad autodefinirsi come tale):
- Suffragio universale[2]  con diritto di voto esteso alle donne, sistema proporzionale, repubblica semipresidenziale;
- Capo dello Stato eletto direttamente dal popolo (Reichspräsident, Presidente);
- Federalismo imperfetto per il predominio dello stato federale maggiore, lo Stato Libero di Prussia, e per gli elementi centralisti: il presidente è infatti dotato di poteri non indifferenti[3] e può interferire nella politica degli stati federali che non adempiano ai loro compiti e di fatto cancellarne l'autonomia;
- Le funzioni del presidente restano in parte riconducibili a quelli del vecchio Kaiser. In genere, per indicare la posizione di potere del Presidente, anche di fronte al cancelliere nel suo ruolo di capo del governo, si è più volte ricorso al termine di Ersatzkaiser, sostituto dell'Imperatore, figura appunto abolita dalla presente Costituzione.[4]

Il compromesso tra principi imperiali e democratici andava incontro a tenaci resistenze da parte sia degli esponenti della socialdemocrazia quanto dei conservatori. All'atto pratico, il governo, composto assai spesso da aristocratici e militari, fu ripetutamente costretto ad operare senza l'appoggio di una maggioranza parlamentare. Il parlamento ricorreva spesso allo strumento costituzionale della mozione di sfiducia per far cadere il governo; in seguito alle conseguenti crisi di governo venivano spesso indette elezioni anticipate. Per governare, spesso l'esecutivo dichiarava lo stato di emergenza, ritenendo opportuno e dichiarando costituzionalmente corretto il fatto di ricorrere a decreti di emergenza: pur mancando dunque l'appoggio del parlamento, al presidente e al capo del governo era data in questo modo la possibilità di risolvere le questioni di maggiore urgenza. Si trattava di una dinamica che alla lunga si trovava in sempre più evidente conflitto con i principi democratici che avevano ispirato la carta, la quale peraltro non parlava direttamente di decreti di emergenza.  
Gli elementi costituzionali di democrazia diretta, infine, non ebbero influsso apprezzabile sul cammino politico della Germania.
Per tutte queste ragioni, la Costituzione di Weimar fu uno statuto dai principi difficili da mettere in atto in quel contesto storico.

## Articoli critici
Nel marzo del 1930 cadde il governo guidato da Hermann Müller e il Presidente del Reich Paul von Hindenburg iniziò a dare una svolta decisamente autoritaria alla Repubblica. Fu il militare Kurt von Schleicher, in quegli anni molto vicino a Hindenburg, a ideare quella che venne chiamata “formula 25/48/53”, dagli articoli della Costituzione che avrebbero consentito una guida presidenziale del paese.
- L’Articolo 25 consentiva al Presidente di sciogliere il Reichstag.
- L’Articolo 48 consentiva al Presidente di “prendere le misure necessarie al ristabilimento dell’ordine e della sicurezza pubblica”, senza specificare i limiti di questo potere e senza definire cosa costituisse effettivamente “necessità”.
- L’Articolo 53 stabiliva che era il Presidente del Reich a nominare e licenziare il Cancelliere.

Sfruttando questi tre articoli, Schleicher creò quindi una linea guida che il Presidente poteva seguire rimanendo, in maniera molto forzata, nei limiti della legalità: governare tramite i decreti dell’Articolo 48 e minacciando di sciogliere il Reichstag qualora questo si fosse mosso per revocarli. Va ricordato che le ordinanze del Presidente andavano controfirmate dal Cancelliere, ma era comunque il Presidente a nominarlo e ad avere dalla sua parte la minaccia di licenziamento.
Questa cosiddetta svolta autoritaria della Repubblica si svolse sotto tre diversi Cancellieri nominati da Hindenburg: Heinrich Brüning, Franz von Papen e lo stesso Schleicher.

## Dopo la repubblica di Weimar

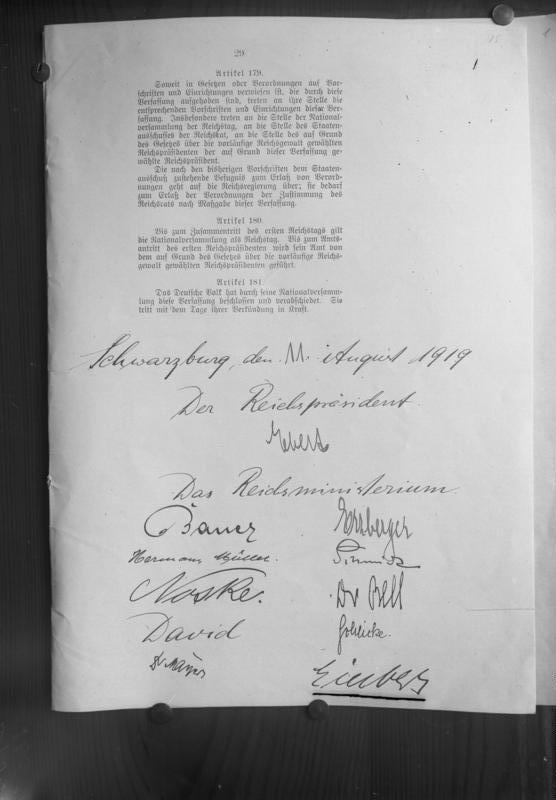
Pagina finale della Costituzione con le firme del presidente Ebert e dei membri del governo di Gustav Bauer

Cessò di essere applicata dopo l'ascesa al potere dei nazisti nel 1933, senza essere però formalmente abolita. Affinché la creazione di una dittatura non si trovasse in un troppo palese conflitto con la Carta di Weimar, vennero emessi dai nazionalsocialisti prima il decreto dell'incendio del Reichstag e poi il decreto dei pieni poteri, che insieme al giuramento al Führer affondarono di fatto i principi della Costituzione.
Dopo la seconda guerra mondiale, la Costituzione di Weimar servì comunque da base per la Legge fondamentale della Repubblica Federale di Germania che nel 1949 cercò di correggerne i principi. Integrati nella nuova carta, del vecchio statuto di Weimar restarono in vita gli articoli 136, 137, 138, 139 e 141. Alcuni articoli fornirono da fondamento per la Costituzione della Repubblica Democratica Tedesca, come ad esempio l'art. 151; in genere, questi articoli vennero adattati all'ordinamento politico stabilito dal Partito Socialista Unificato di Germania (SED).